# Turn- und Sportgemeinschaft 1899 Hoffenheim 2022-2023
Questa voce raccoglie le informazioni riguardanti il Turn- und Sportgemeinschaft 1899 Hoffenheim nelle competizioni ufficiali della stagione 2022-2023.

## Divise e sponsor
Main sponsor era la multinazionale informatica SAP SE mentre quello tecnico, fornitore delle tenute da gioco, era Joma.
| Prima divisa | Seconda divisa | Terza divisa |

## Rosa
In corsivo i calciatori ceduti durante la stagione
| N. |                                 | Ruolo | Calciatore            |
| -- | ------------------------------- | ----- | --------------------- |
| 1  | Germania (bandiera)             | P     | Oliver Baumann        |
| 3  | Rep. Ceca (bandiera)            | D     | Pavel Kadeřábek       |
| 4  | Bosnia ed Erzegovina (bandiera) | D     | Ermin Bičakčić        |
| 5  | Turchia (bandiera)              | D     | Ozan Kabak            |
| 6  | Germania (bandiera)             | C     | Grischa Prömel        |
| 7  | Danimarca (bandiera)            | A     | Jacob Bruun Larsen    |
| 8  | Germania (bandiera)             | C     | Dennis Geiger         |
| 9  | Togo (bandiera)                 | A     | Ihlas Bebou           |
| 10 | Israele (bandiera)              | A     | Moanes Dabour         |
| 11 | Spagna (bandiera)               | D     | Angeliño              |
| 12 | Germania (bandiera)             | P     | Philipp Pentke        |
| 13 | Germania (bandiera)             | C     | Angelo Stiller        |
| 14 | Austria (bandiera)              | C     | Christoph Baumgartner |
| 16 | Germania (bandiera)             | C     | Sebastian Rudy        |
| 17 | Danimarca (bandiera)            | C     | Thomas Delaney        |
| 18 | Mali (bandiera)                 | C     | Diadie Samassékou     |
| 19 | Danimarca (bandiera)            | A     | Kasper Dolberg        |
| 20 | Germania (bandiera)             | C     | Finn Ole Becker       |
| 21 | Germania (bandiera)             | D     | Benjamin Hübner       |

| N. |                        | Ruolo | Calciatore          |
| -- | ---------------------- | ----- | ------------------- |
| 22 | Germania (bandiera)    | D     | Kevin Vogt          |
| 23 | Stati Uniti (bandiera) | D     | John Anthony Brooks |
| 24 | Stati Uniti (bandiera) | D     | Justin Che          |
| 25 | Nigeria (bandiera)     | D     | Kevin Akpoguma      |
| 26 | Portogallo (bandiera)  | D     | Eduardo Quaresma    |
| 27 | Croazia (bandiera)     | A     | Andrej Kramarić     |
| 29 | Danimarca (bandiera)   | A     | Robert Skov         |
| 30 | Germania (bandiera)    | C     | Marco John          |
| 32 | Paesi Bassi (bandiera) | D     | Melayro Bogarde     |
| 33 | Francia (bandiera)     | A     | Georginio Rutter    |
| 34 | Francia (bandiera)     | D     | Stanley Nsoki       |
| 35 | Germania (bandiera)    | C     | Muhammed Damar      |
| 36 | Germania (bandiera)    | P     | Nahuel Noll         |
| 37 | Germania (bandiera)    | P     | Luca Philipp        |
| 38 | Austria (bandiera)     | D     | Stefan Posch        |
| 39 | Germania (bandiera)    | C     | Tom Bischof         |
| 40 | Germania (bandiera)    | C     | Umut Tohumcu        |
| 44 | Germania (bandiera)    | A     | Fisnik Asllani      |

## Calciomercato

### Sessione estiva
| Acquisti         | Acquisti          | Acquisti              | Acquisti                  |
| R.               | Nome              | da                    | Modalità                  |
| ---------------- | ----------------- | --------------------- | ------------------------- |
| D                | Stanley Nsoki     | Club Bruges           | definitivo (12 milioni €) |
| D                | Ozan Kabak        | Schalke 04            | definitivo (7 milioni €)  |
| C                | Muhammed Damar    | Eintracht Francoforte | definitivo (500 mila €)   |
| C                | Grischa Prömel    | Union Berlino         | gratuito                  |
| C                | Finn Ole Becker   | St. Pauli             | gratuito                  |
| D                | Angeliño          | RB Lipsia             | prestito                  |
| D                | Eduardo Quaresma  | Sporting Lisbona      | prestito                  |
| Altre operazioni |                   |                       |                           |
| R.               | Nome              | da                    | Modalità                  |
| A                | Sargis Adamyan    | Club Bruges           | fine prestito             |
| A                | João Klauss       | Sint-Truiden          | fine prestito             |
| C                | Mijat Gaćinović   | Panathīnaïkos         | fine prestito             |
| D                | Lucas Ribeiro     | Ceará                 | fine prestito             |
| D                | Kōstas Stafylidīs | Bochum                | fine prestito             |
| C                | Melayro Bogarde   | Groningen             | fine prestito             |
| A                | David Otto        | Jahn Ratisbona        | fine prestito             |

| Cessioni | Cessioni           | Cessioni       | Cessioni                   |
| R.       | Nome               | da             | Modalità                   |
| -------- | ------------------ | -------------- | -------------------------- |
| D        | David Raum         | RB Lipsia      | definitivo (26 milioni €)  |
| A        | João Klauss        | St. Louis City | definitivo (3,2 milioni €) |
| A        | Sargis Adamyan     | Colonia        | definitivo (1,5 milioni €) |
| C        | Mijat Gaćinović    | AEK Atene      | definitivo (1 milione €)   |
| D        | Stefan Posch       | Bologna        | prestito (400 mila €)      |
| D        | Kōstas Stafylidīs  | Bochum         | definitivo (250 mila €)    |
| A        | David Otto         | St. Pauli      | definitivo (250 mila €)    |
| C        | Diadie Samassékou  | Olympiacos     | prestito                   |
| D        | Marco John         | Greuther Fürth | prestito                   |
| C        | Melayro Bogarde    | PEC Zwolle     | prestito                   |
| C        | Kasim Adams        | Basilea        | prestito                   |
| C        | Florian Grillitsch |                | svincolato                 |
| D        | Havard Nordtveit   |                | svincolato                 |
| D        | Chris Richards     | Bayern Monaco  | fine prestito              |

### Sessione invernale
| Acquisti | Acquisti            | Acquisti | Acquisti                |
| R.       | Nome                | da       | Modalità                |
| -------- | ------------------- | -------- | ----------------------- |
| D        | John Anthony Brooks | Benfica  | definitivo (300 mila €) |
| A        | Kasper Dolberg      | Nizza    | prestito                |
| C        | Thomas Delaney      | Siviglia | prestito                |

| Cessioni | Cessioni         | Cessioni  | Cessioni                  |
| R.       | Nome             | da        | Modalità                  |
| -------- | ---------------- | --------- | ------------------------- |
| A        | Georginio Rutter | Leeds Utd | definitivo (28 milioni €) |
| D        | Benjamin Hübner  |           | ritiro                    |

## Risultati

### Bundesliga

#### Girone di andata
| Arbitro: | Siebert |

|                                         |           |          |
| Bensebaini 42’ M. Thuram 71’ Elvedi 78’ | Marcatori | 25’ Skov |

| Arbitro: | Ittrich |

|                                      |           |                 |
| Baumgartner 14’ Kabak 23’ Dabbur 88’ | Marcatori | 10’, 13’ Zoller |

| Arbitro: | Reichel (Stoccarda) |

|  |           |                                        |
|  | Marcatori | 9’ Baumgartner 34’ Kramarić 78’ Rutter |

| Arbitro: | Welz |

|            |           |  |
| Geiger 39’ | Marcatori |  |

| Arbitro: | Siebert (Berlino) |

|          |           |  |
| Reus 16’ | Marcatori |  |

| Arbitro: | Schlager (Hügelsheim) |

|                                                    |           |          |
| Kramarić 53’ Prömel 69’ Dabbur 80’ Kadeřábek 90+2’ | Marcatori | 83’ Kohr |

| Sinsheim 18 settembre 2022, ore 19:30 CEST 7ª giornata | Hoffenheim | 0 – 0 referto | Friburgo | Rhein-Neckar-Arena (24 233 spett.)\| Arbitro: \| Aytekin \| |
| Arbitro:                                               | Aytekin    |               |          |                                                             |

| Arbitro: | Dingert |

|               |           |              |
| Lukebakio 37’ | Marcatori | 25’ Kramarić |

| Arbitro: | Cortus (Röthenbach ) |

|            |           |                                 |
| Dabbur 32’ | Marcatori | 18’ Ducksch 87’ (rig.) Füllkrug |

| Arbitro: | Badstubner |

|  |           |                                          |
|  | Marcatori | 11’ (rig.), 59’ (rig.) Skov 45+2’ Dabbur |

| Arbitro: | Sven Jablonski (Brema) |

|  |           |                               |
|  | Marcatori | 17’ Musiala 38’ Choupo-Moting |

| Arbitro: | Willenborg |

|           |           |                  |
| Kainz 13’ | Marcatori | 36’ Bruun Larsen |

| Arbitro: | Petersen |

|            |           |                 |
| Rutter 50’ | Marcatori | Nkunku 17’, 57’ |

| Arbitro: | Felix Zwayer (Berlino) |

|                                               |           |                           |
| Sow 6’ Kolo Muani 8’ Ebimbe 29’ Lindstrøm 56’ | Marcatori | 37’ Baumgartner 46’ Kabak |

| Arbitro: | Schlager (Hügelsheim) |

|                 |           |                             |
| Baumgartner 42’ | Marcatori | 45+4’ (aut.) Kabak 56’ Baku |

| Arbitro: | Hartmann |

|                                |           |           |
| Doekhi 73’, 89’ Leweling 90+6’ | Marcatori | 43’ Bebou |

| Arbitro: | Badstübner (Norimberga) |

|                     |           |                         |
| Kramarić 11’, 90+4’ | Marcatori | 45+5’ Guirassy 77’ Endō |

#### Girone di ritorno
| Arbitro: | Brand |

|           |           |                                           |
| Bebou 80’ | Marcatori | 12’, 36’ J. Hofmann 83’ Stindl 90+1’ Wolf |

| Arbitro: | Dankert |

|                                                                  |           |                            |
| P. Hofmann 22’ Förster 30’ Asano 40’ Mašović 69’ Broschinski 83’ | Marcatori | 49’ Baumgartner 77’ Dabbur |

| Arbitro: | Stieler (Amburgo) |

|           |           |                                 |
| Nsoki 77’ | Marcatori | 6’ Andrich 47’ Diaby 56’ Hložek |

| Arbitro: | Ittrich |

|            |           |  |
| Jensen 88’ | Marcatori |  |

| Arbitro: | Petersen (Stoccarda) |

|  |           |            |
|  | Marcatori | 43’ Brandt |

| Arbitro: | Stegemann (Niederkassel) |

|              |           |  |
| Barreiro 33’ | Marcatori |  |

| Arbitro: | Osmers |

|                       |           |             |
| Eggestein 5’ Dōan 89’ | Marcatori | 49’ Stiller |

| Arbitro: | Willenborg |

|                                           |           |               |
| Kramarić 24’ (rig.), 37’ (rig.) Bebou 51’ | Marcatori | 90+2’ Jovetić |

| Arbitro: | Stegemann (Niederkassel) |

|            |           |                              |
| Pieper 76’ | Marcatori | 50’ Kramarić 52’ Baumgartner |

| Arbitro: | Jöllenbeck |

|                                  |           |  |
| Kral 22’ (aut.) Bebou 70’ (rig.) | Marcatori |  |

| Arbitro: | Bastian Dankert (Rostock) |

|            |           |              |
| Pavard 17’ | Marcatori | 71’ Kramarić |

| Arbitro: | Robin Braun |

|               |           |                                            |
| Dolberg 90+4’ | Marcatori | 18’ (rig.) Kainz 39’ Selke 90+2’ Thielmann |

| Arbitro: | Stieler |

|            |           |  |
| Nkunku 28’ | Marcatori |  |

| Arbitro: | Harm Osmers (Hannover) |

|                                                |           |           |
| Baumgartner 8’ Kramarić 41’ (rig.) Bebou 45+3’ | Marcatori | 54’ Götze |

| Arbitro: | Stieler (Amburgo) |

|                              |           |                         |
| Kamiński 15’ Waldschmidt 75’ | Marcatori | 90+3’ (aut.) Guilavogui |

| Arbitro: | Dingert |

|                                                 |           |                             |
| Bebou 22’ Kramarić 36’ (rig.), 90’ Dabbur 90+9’ | Marcatori | 45+4’ Doekhi 90+5’ Laïdouni |

| Arbitro: | Schröder (Hannover) |

|              |           |           |
| T. Tomás 80’ | Marcatori | 75’ Bebou |

### DFB-Pokal
| Arbitro: | Braun |

|  |           |                        |
|  | Marcatori | 115’ Kabak 118’ Prömel |

| Arbitro: | Jöllenbeck |

|                                                     |           |             |
| Dabbur 5’, 43’ Angeliño 16’ Kabak 51’ Kadeřábek 63’ | Marcatori | 69’ Drexler |

| Arbitro: | Dingert |

|                                   |           |             |
| Forsberg 8’ Laimer 41’ Werner 83’ | Marcatori | 76’ Dolberg |

## Statistiche

### Statistiche di squadra
| Competizione      | Punti | In casa | In casa | In casa | In casa | In casa | In casa | In trasferta | In trasferta | In trasferta | In trasferta | In trasferta | In trasferta | Totale | Totale | Totale | Totale | Totale | Totale | DR |
| Competizione      | Punti | G       | V       | N       | P       | Gf      | Gs      | G            | V            | N            | P            | Gf           | Gs           | G      | V      | N      | P      | Gf     | Gs     | DR |
| ----------------- | ----- | ------- | ------- | ------- | ------- | ------- | ------- | ------------ | ------------ | ------------ | ------------ | ------------ | ------------ | ------ | ------ | ------ | ------ | ------ | ------ | -- |
| Bundesliga        | 36    | 17      | 7       | 2       | 8       | 28      | 29      | 17           | 3            | 4            | 10           | 20           | 28           | 34     | 10     | 6      | 18     | 48     | 57     | -9 |
| Coppa di Germania | -     | 1       | 1       | 0       | 0       | 5       | 1       | 2            | 1            | 0            | 1            | 3            | 3            | 3      | 2      | 0      | 1      | 8      | 4      | +4 |
| Totale            | -     | 18      | 8       | 2       | 8       | 33      | 30      | 19           | 4            | 4            | 11           | 23           | 31           | 37     | 12     | 6      | 19     | 56     | 61     | -5 |